# Liste der Baudenkmäler in Illschwang
Auf dieser Seite sind die Baudenkmäler in der Oberpfälzer Gemeinde Illschwang zusammengestellt. Diese Tabelle ist eine Teilliste der Liste der Baudenkmäler in Bayern. Grundlage ist die Bayerische Denkmalliste, die auf Basis des Bayerischen Denkmalschutzgesetzes vom 1. Oktober 1973 erstmals erstellt wurde und seither durch das Bayerische Landesamt für Denkmalpflege geführt wird. Die folgenden Angaben ersetzen nicht die rechtsverbindliche Auskunft der Denkmalschutzbehörde.

## Ensembles

### Ensemble Kirchberg Illschwang

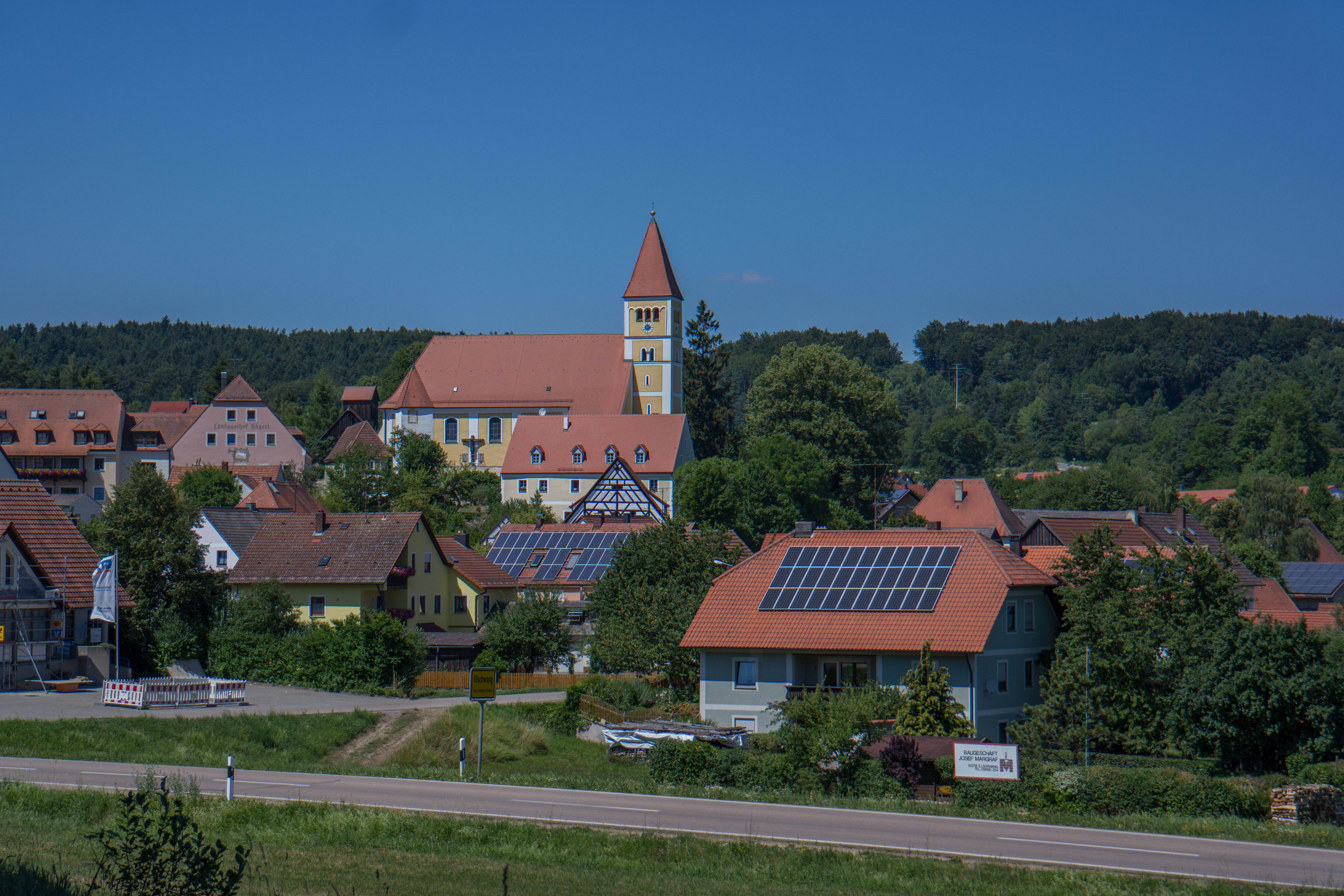

Das Ensemble, das den Kirchberg von Illschwang umfasst, bietet sich von Süden her in seiner eindrucksvollsten Fernsicht dar. Eingebettet in waldreiches Hügelland nutzt die Bebauung die Gegebenheiten einer Anhöhe aus: Unten am Bachlauf erdgeschossige Bauernhäuser mit Städeln, auf dem Höhepunkt die Simultan-Pfarrkirche St. Veit mit anschließendem Friedhof und kirchenburgartiger Ummauerung, umgeben vom evangelisch-lutherischen Pfarrhof und der fernwirksamen Giebelfassade des Gasthofes Weißes Roß. Am Fuß des Kirchbergs bilden wichtige Akzente die beiden gestaffelt angeordneten Fachwerkgiebel des Gemeindehauses und des evangelisch-lutherischen Pfarrstadels. Die 1109 erstmals erwähnte Pfarrkirche gehörte ursprünglich zum Kloster Kastl und wurde 1118 durch Markgraf Diepold III. seiner Neugründung Kloster Reichenbach übereignet. Zur Verwaltung des umfangreichen Besitzes in Illschwang errichtete das Kloster Reichenbach eine Propstei, welche bis zur Säkularisation bestand. Aktennummer: E-3-71-131-1.

## Baudenkmäler nach Ortsteilen

### Illschwang
| Lage                           | Objekt                                                          | Beschreibung | Akten-Nr.             | Bild           |
| ------------------------------ | --------------------------------------------------------------- | --- | --------------------- | -------------- |
| Am Dorfplatz 2 (Standort)      | Ehemalige Schmiede, jetzt Gemeindehaus                          | Satteldachbau mit Fachwerkgiebel, 18. Jahrhundert | D-3-71-131-1 Wikidata | weitere Bilder |
| Am Dorfplatz 3 (Standort)      | Gasthof Neuberger                                               | Anfang 19. Jahrhundert, Halbwalmdachbau | D-3-71-131-2 Wikidata | BW             |
| Am Kirchberg ()                | Kriegerdenkmal für die Gefallenen des 1. und des 2. Weltkrieges | Sandsteinstele mit antikisierendem knieendem männlichen Akt, zwei Inschrifttafeln auf Würfelkonsolen an der halbrunden Rückwand, um 1925                    | D-3-71-131-31         |                |
| Am Kirchberg 4, 4 a (Standort) | Evangelisch-lutherisches Pfarrhaus                              | Wohl erste Hälfte 19. Jahrhundert; Fachwerkstadel, Ende 18. Jahrhundert; Stützmauern aus Bruchsteinen im Hanggelände des Pfarrgartens                       | D-3-71-131-7 Wikidata | BW             |
| Am Kirchberg 6 (Standort)      | Simultan-Pfarrkirche St. Veit                                   | Turm und Chormauern romanisch, Langhauserweiterung im 18. Jahrhundert; mit Ausstattung; Friedhof mit Befestigungsmauer und Torturm, im Kern mittelalterlich | D-3-71-131-5 Wikidata | weitere Bilder |
| Am Kirchberg 8 (Standort)      | Wohnhaus                                                        | Um 1800, Satteldachbau an der westlichen Friedhofsmauer | D-3-71-131-4 Wikidata | Wohnhaus       |
| Hauptstraße 4 (Standort)       | Katholischer Pfarrhof                                           | Walmdachbau, um 1800; Steinstadel, um 1800; Einfriedungsmauer um den Pfarrgarten                                                                            | D-3-71-131-6 Wikidata | BW             |

### Bachetsfeld
| Lage                     | Objekt                          | Beschreibung                 | Akten-Nr.              | Bild |
| ------------------------ | ------------------------------- | ---------------------------- | ---------------------- | ---- |
| Bachetsfeld 4 (Standort) | Wohnstallbau                    | Erste Hälfte 19. Jahrhundert | D-3-71-131-9           | BW   |
| Bachetsfeld 6 (Standort) | Wohnstallbau mit Fachwerkgiebel | 18./19. Jahrhundert          | D-3-71-131-10 Wikidata | BW   |

### Frankenhof
| Lage                       | Objekt                       | Beschreibung               | Akten-Nr.              | Bild           |
| -------------------------- | ---------------------------- | -------------------------- | ---------------------- | -------------- |
| Frankenhof 3 (Standort)    | Simultankirche St. Margareta | Barockbau; mit Ausstattung | D-3-71-131-11 Wikidata | weitere Bilder |
| Schwander Leite (Standort) | Kapelle Mariä Krönung        | 18./19. Jahrhundert        | D-3-71-131-12 Wikidata | BW             |

### Götzendorf
| Lage                      | Objekt                       | Beschreibung | Akten-Nr.              | Bild           |
| ------------------------- | ---------------------------- | --- | ---------------------- | -------------- |
| Götzendorf 8 a (Standort) | Wohnstallbau                 | 18./19. Jahrhundert, mit verputztem Fachwerk | D-3-71-131-18 Wikidata | BW             |
| Götzendorf 12 (Standort)  | Einfirsthof                  | 17./18. Jahrhundert, mit Fachwerkgiebel | D-3-71-131-20 Wikidata | BW             |
| Götzendorf 26 (Standort)  | Simultankirche St. Magdalena | Langhausmauer 12./13. Jahrhundert, Westturm und Kuppel 18. Jahrhundert; mit Ausstattung; im Friedhof gusseiserne Grabkreuze, zweite Hälfte 19. Jahrhundert | D-3-71-131-14 Wikidata | weitere Bilder |

### Hermannsberg
| Lage                       | Objekt            | Beschreibung                          | Akten-Nr.              | Bild |
| -------------------------- | ----------------- | ------------------------------------- | ---------------------- | ---- |
| Hermannsberg 2 (Standort)  | Wohnstallbau      | 18. Jahrhundert, mit Fachwerkgiebel   | D-3-71-131-23 Wikidata | BW   |
| In Hermannsberg (Standort) | Kapelle Herz-Jesu | Ende 19. Jahrhundert; mit Ausstattung | D-3-71-131-24 Wikidata | BW   |

### Ottmannsfeld
| Lage                      | Objekt  | Beschreibung        | Akten-Nr.              | Bild |
| ------------------------- | ------- | ------------------- | ---------------------- | ---- |
| Ottmannsfeld 2 (Standort) | Putzbau | 18./19. Jahrhundert | D-3-71-131-25 Wikidata | BW   |

### Pfaffenhof
| Lage                    | Objekt         | Beschreibung                                | Akten-Nr.              | Bild |
| ----------------------- | -------------- | ------------------------------------------- | ---------------------- | ---- |
| Pfaffenhof 1 (Standort) | Fachwerkstadel | Zugehöriger Fachwerkstadel, 18. Jahrhundert | D-3-71-131-26 Wikidata | BW   |

### Pürschläg
| Lage                   | Objekt        | Beschreibung                                                                          | Akten-Nr.              | Bild |
| ---------------------- | ------------- | ------------------------------------------------------------------------------------- | ---------------------- | ---- |
| Pürschläg 1 (Standort) | Wohnstallhaus | Erdgeschossig, mit Putzbänderung, im Kern um 1830/40, erneuert nach Ortsbrand um 1900 | D-3-71-131-29 Wikidata | BW   |

### Reichertsfeld
| Lage                       | Objekt       | Beschreibung                           | Akten-Nr.     | Bild |
| -------------------------- | ------------ | -------------------------------------- | ------------- | ---- |
| Reichertsfeld 2 (Standort) | Wohnstallbau | 18./19. Jahrhundert mit Fachwerkgiebel | D-3-71-131-27 | BW   |

### Wirsfeld
| Lage                   | Objekt            | Beschreibung                          | Akten-Nr.     | Bild |
| ---------------------- | ----------------- | ------------------------------------- | ------------- | ---- |
| In Wirsfeld (Standort) | Kapelle Herz-Jesu | Ende 19. Jahrhundert; mit Ausstattung | D-3-71-131-28 | BW   |

## Ehemalige Baudenkmäler
In diesem Abschnitt sind Objekte aufgeführt, die früher einmal in der Denkmalliste eingetragen waren, jetzt aber nicht mehr. Objekte, die in anderem Zusammenhang also z. B. als Teil eines Baudenkmals weiter eingetragen sind, sollen hier nicht aufgeführt werden. Aktennummern in diesem Abschnitt sind ehemalige, jetzt nicht mehr gültige Aktennummern.

| Lage                                 | Objekt                          | Beschreibung                                              | Akten-Nr.              | Bild               |
| ------------------------------------ | ------------------------------- | --------------------------------------------------------- | ---------------------- | ------------------ |
| Illschwang Am Kirchberg 1 (Standort) | Gasthof Weißes Roß              | Im Kern zweite Hälfte 18. Jahrhundert, Krüppelwalmdachbau | D-3-71-131-3 Wikidata  | Gasthof Weißes Roß |
| Augsberg Augsberg 2 a (Standort)     | Wohnstallbau                    | Im Kern 17./18. Jahrhundert, spätere Anbauten             | D-3-71-131-8 Wikidata  | BW                 |
| Götzendorf Götzendorf 5 (Standort)   | Gasthaus                        | 18. Jahrhundert, mit Fachwerkgiebel                       | D-3-71-131-15 Wikidata | BW                 |
| Götzendorf Götzendorf 11 (Standort)  | Wohnstallbau mit Fachwerkgiebel | 18. Jahrhundert                                           | D-3-71-131-19 Wikidata | BW                 |
| Haar Haar 1 (Standort)               | Wohnstallbau                    | 18./19. Jahrhundert mit Fachwerkgiebel                    | D-3-71-131-21 Wikidata | BW                 |

## Abgegangene Baudenkmäler
In diesem Abschnitt sind Objekte aufgeführt, die früher einmal in der Denkmalliste eingetragen waren, jetzt aber nicht mehr existieren, z. B. weil sie abgebrochen wurden. Aktennummern in diesem Abschnitt sind ehemalige, jetzt nicht mehr gültige Aktennummern.

| Lage                                | Objekt                          | Beschreibung                                                                           | Akten-Nr.              | Bild |
| ----------------------------------- | ------------------------------- | -------------------------------------------------------------------------------------- | ---------------------- | ---- |
| Gehrsricht Gehrsricht 21 (Standort) | Wohnstallbau                    | Wohnstallbau mit Frackdach, 18./19. Jahrhundert.                                       | D-3-71-131-13 Wikidata | BW   |
| Götzendorf Götzendorf 6 (Standort)  | Wohnstallhaus mit Putzbänderung | Im Kern zweite Hälfte 17. Jahrhundert, und zugehöriger Fachwerkstadel, 18. Jahrhundert | D-3-71-131-16 Wikidata | BW   |
| Götzendorf Götzendorf 7 (Standort)  | Wohnstallbau                    | 18./19. Jahrhundert, mit Putzbänderung und verputztem Fachwerk                         | D-3-71-131-17 Wikidata | BW   |
| Hackern Hackern 1 (Standort)        | Stadel                          | Zugehöriger Stadel mit Fachwerkgiebel, 18. Jahrhundert                                 | D-3-71-131-22 Wikidata | BW   |